# Lonchoptera guptai
Espèce
Lonchoptera guptai est une espèce de diptères de la famille des Lonchopteridae.